# Барвиненко, Владимир Васильевич
Владимир Васильевич Барвиненко (24 февраля 1947 — 31 октября 2020) — профессор, заслуженный деятель науки и техники РФ, генерал-лейтенант.

## Биография
Родился в 1947 г. в г. Зеньков Полтавской области. В 1967 г. окончил Энгельсское радиотехническое училище ПВО СССР, в 1976 г. — военную командную академию ПВО им. Г. К. Жукова.
В. В. Барвиненко проходил службу на различных должностях в войсках ПВО. С 1982 года и до последних дней жизни служебная и научная деятельность Владимира Васильевича была связана с кафедрой оперативного искусства Военной командной академии ПВО (впоследствии — Военной академии Воздушно-космической обороны). Особенно значимым оказался его научный вклад в разработку теории стратегических действий войск ПВО: стратегической операции по отражению воздушно-космического нападения противника и противовоздушной операции на театре военных действий.
Проходил службу в Московском округе ПВО, Дальневосточном и Забайкальском военных округах на различных штабных должностях.
После окончания адъюнктуры и защиты кандидатской диссертации с 1985 г. — работает в академии ПВО. Защитил докторскую диссертацию по проблеме взаимодействия войск и сил в противовоздушных операциях.
После защиты докторской диссертации в 1992 году был назначен заместителем начальника академии по учебной и научной работе. На этой должности раскрылся его талант как крупного организатора научно-исследовательской работы в вузе. Был автором более 300 научных работ, трёх военно-теоретических трудов. Лично подготовил свыше 30 кандидатов наук и 19 докторов наук. Более 20 лет возглавлял диссертационный совет академии. Удостоен многих государственных наград, являлся Заслуженным деятелем науки РФ, академиком Академии военных наук.
С 1992 г. — зам. начальника по учебной и научной работе Военной академии воздушно-космической обороны им. Г. К. Жукова.
Умер 31 октября 2020 года после продолжительной болезни.
В октябре 2020 года, незадолго до смерти, вышла в свет его последняя работа — монография «Способы и формы борьбы с воздушно-космическим противником».
Руководитель научной школы «Воздушно-космическая оборона».
Председатель докторских диссертационных советов ВА ВКО, член экспертного совета по военной науке и технике ВАК Минобрнауки РФ. Специалист в области оперативного искусства и управления в Военно-воздушных силах. Опубликовал лично и в соавторстве более 260 научных трудов. Основал научные школы управления войсками и силами в воздушных операциях и моделирования.

## Награды
Лауреат премии Государственного комитета по народному образованию СССР за лучшую научную работу по специальной тематике.
- Медаль «В память 850-летия Москвы»
- Юбилейная медаль «Двадцать лет Победы в Великой Отечественной войне 1941—1945 гг.»
- Медаль «Ветеран Вооружённых Сил СССР»
- Юбилейная медаль «50 лет Вооружённых Сил СССР»
- Юбилейная медаль «60 лет Вооружённых Сил СССР»
- Юбилейная медаль «70 лет Вооружённых Сил СССР»
- Медаль «За безупречную службу» 1, 2, 3 степеней